# Абесинов Микола Миколайович
Микола Миколайович Абеси́нов (нар. 1 жовтня 1935, Одеса) — український актор. Заслужений артист УРСР (1968). Народний артист України (1997).
Закінчив у 1958 році Київський інститут театрального мистецтва (курс С. М. Ткаченка).
З 1960 по 1976 рік — артист ансамблів пісні і танцю Київського військового округу, з 1976 по 1981 — Центральної групи радянських військ, з 1981 — київських військових оркестрів.
З 1993 року — головний режисер Ансамблю пісні і танцю МВС України.
У складі колективів гастролював у Великій Британії (1971), Франції (1975), США (1995), Німеччині (1996, 1997).
Упорядник збірника віршів та пісень «Ми служимо у внутрішніх військах» (К., 1997).
Знявся у кінофільмі А. Буковського «Провал операції „Велика Ведмедиця“» (1984), Т. Левчука «І в звуках пам'ять відгукнеться…» (1986), С. Омельчука «Козаки йдуть» (1991) тощо.